# Twike

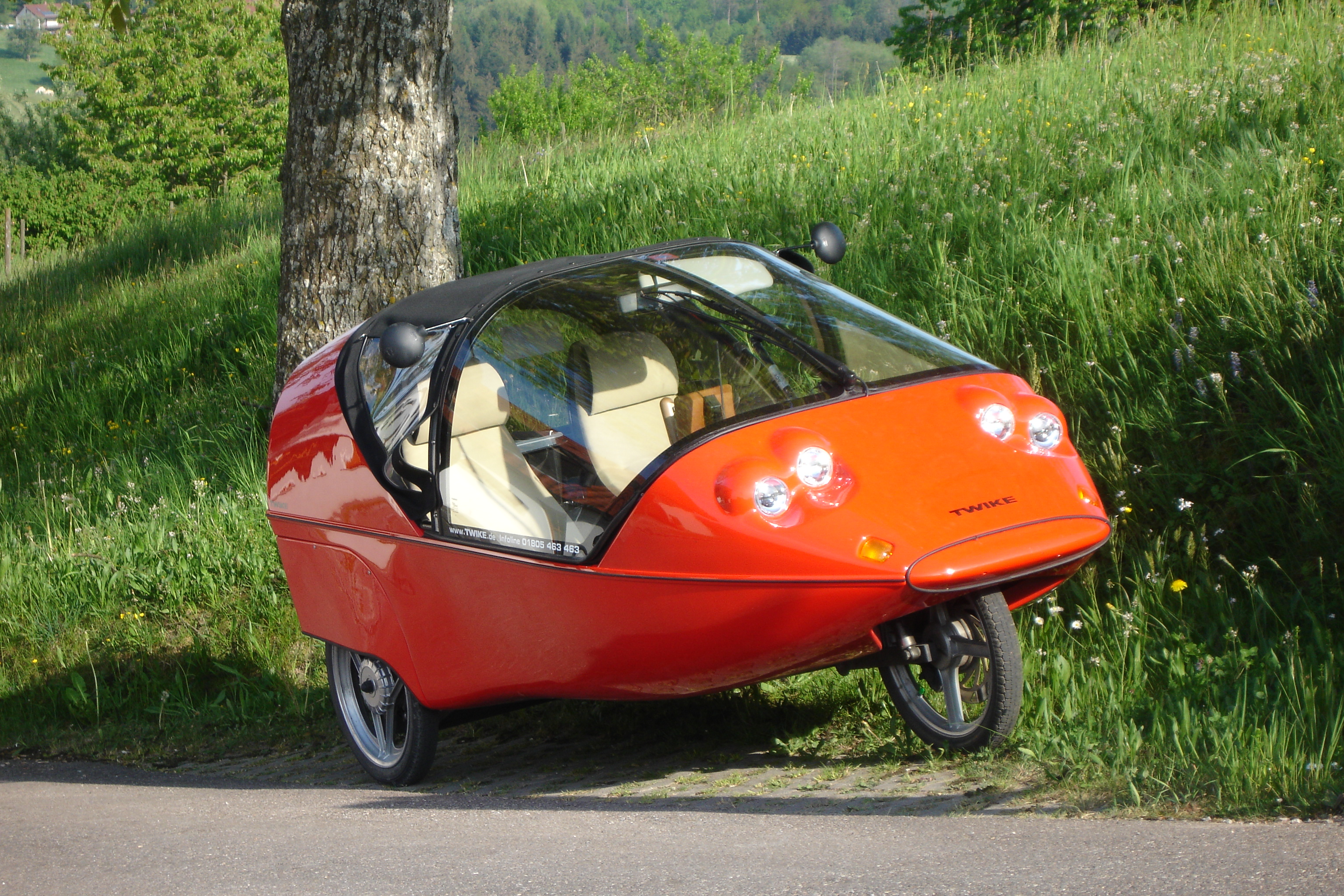
Twike. 2007 год

TWIKE — электромобиль с дополнительным педальным (мускульным) приводом (human-electric hybrid vehicle, HEHV). Иногда относят к лёгким электромобилям (light electric vehicle, LEV). Может перевозить двух человек и небольшой груз. 
В движение приводится либо только электромотором, либо электромотором и педальным приводом, который увеличивает дальность автомобиля, но не даёт ощутимого роста максимальной скорости.

## Описание

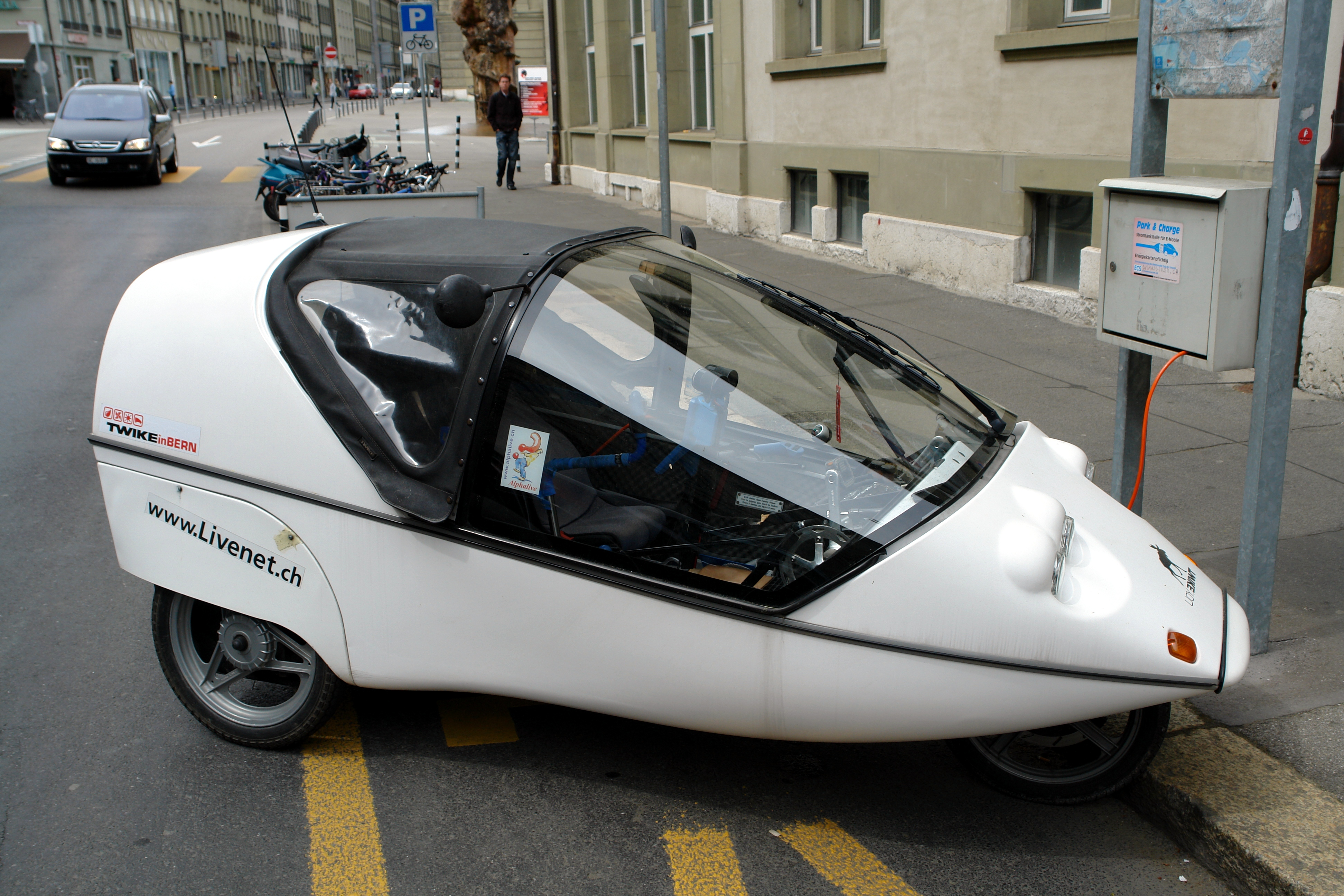
Twike

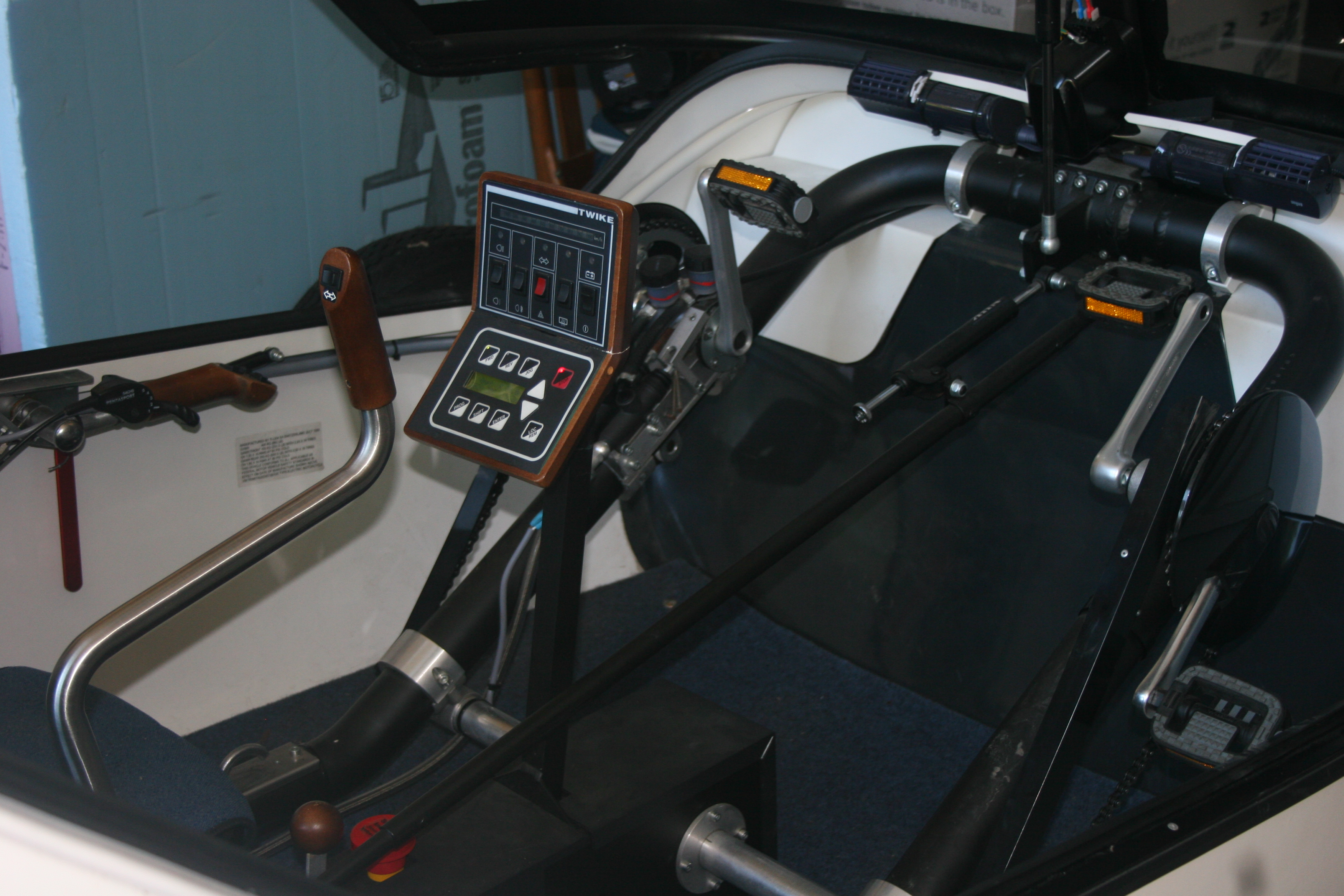
Вспомогательный педальный привод Twike

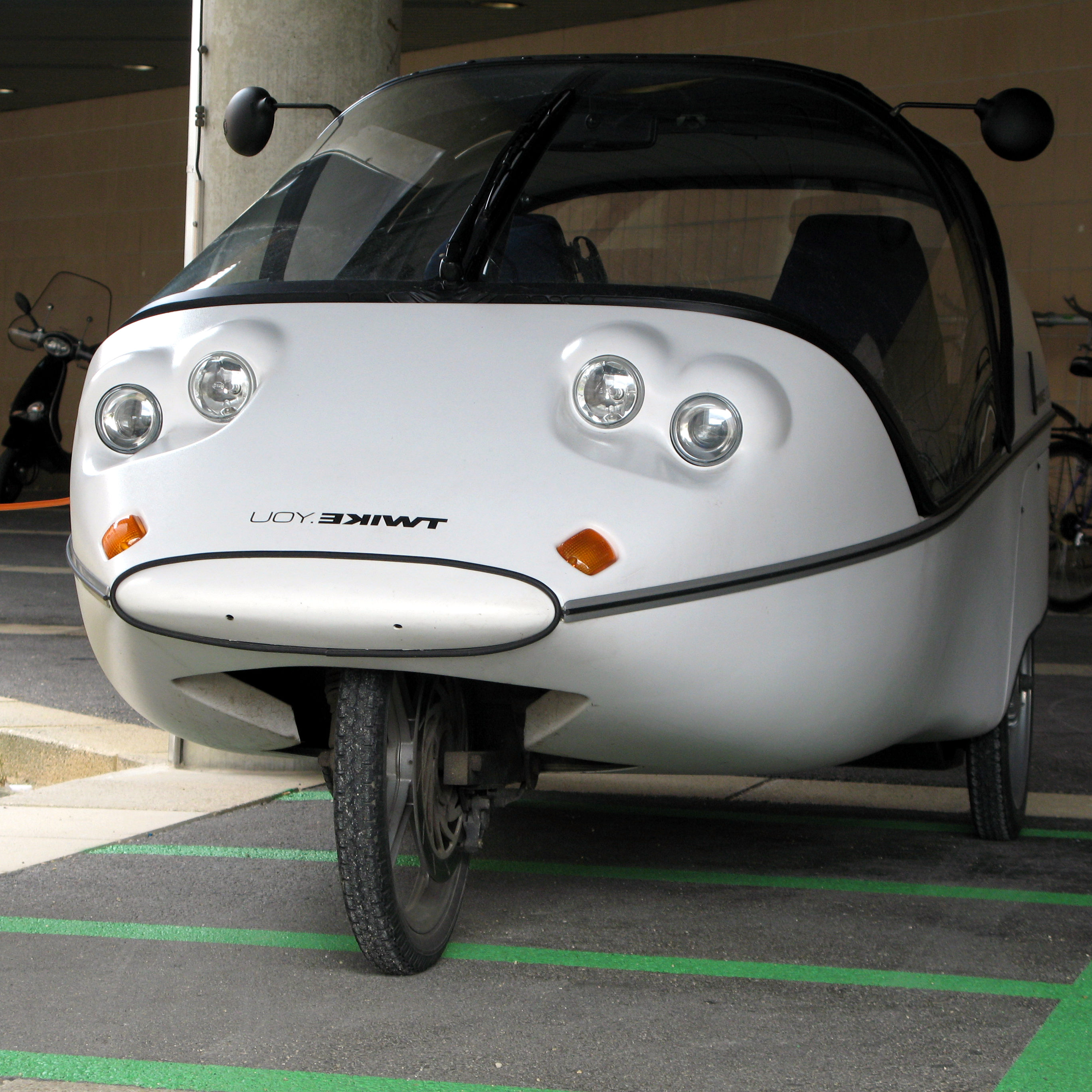
Twike

Электромускулогибрид Twike — альтернативное видение серийного электромобиля. Этот двухместный электромобиль весом в 250 кг может проехать до 150 км на одном заряде батарей. Максимальная скорость составляет 85 км/ч.
Конструкция Twike представляет собой тяжёлый веломобиль на базе рамы из алюминиевого сплава, обшитой стеклопластиковыми панелями. Первоначально электромобиль комплектовался аккумуляторной батареей, собранной из более чем 300 никель-кадмиевых аккумуляторов типоразмера D. В настоящее время Twike комплектуется литий-ионной аккумуляторной батареей номинальным напряжением 353В из 5 блоков по 392 литий-марганцевых аккумуляторов ёмкостью 4 А*ч.
Одного заряда аккумуляторной батареи хватает на 150 км пути. Трёхкиловаттный асинхронный электромотор имеет функцию рекуперативного торможения. Трёхколесник укомплектован шинами с низким сопротивлением трению качения, что вместе с аэродинамически верными обводами корпуса и его размерами 120х120х270 см создают достаточно экономичный транспорт.
Благодаря наличию педалей и низкому весу электровеломобиля можно кардинально увеличить дальность пробега за счёт мускульной силы водителя и пассажира. Для пробега одного километра пути Twike потребляет от 40 до 80 Вт*ч энергии (мало тренированный человек в течение длительного времени может поддерживать нагрузку 50 Вт).
Стоимость Twike составляет около $35 000. Интерьер Twike достаточно спартанский — два анатомических кресла, педали, бортовой компьютер, джойстик управления.

## Технические характеристики
| Конструкция                        | Описание |
| ---------------------------------- | --- |
|                                    | трёхколесный двухместный электромускулогибрид                                                                    |
| Корпус                             | каркас из труб на основе сплава алюминия, покрытый панелями из термопластика                                     |
| Мотор                              | 3 кВт, асинхронный                                                                                               |
| Электрообеспечение                 | бортовое зарядное устройство, литий-ионные или никель-кадмиевые аккумуляторы, собранные в батарею 353 В, 7 КВт*ч |
| Безопасность                       | подголовники, трёхточечная система ремней безопасности, безопасное стекло                                        |
| Тормоза                            | гидравлические, дисковые                                                                                         |
| Размеры                            | высота — 1,2 м; ширина — 1,2 м; длина — 2,7 м                                                                    |
| Вес                                | около 250 кг |
| Максимальная скорость              | 85 км/ч |
| Дальность пробега на одной зарядке | до 150 км без использования дополнительного педалирования во время движения                                      |
| Стоимость                          | около $35 000 |
| Сайт производителя                 | http://www.twike.com/                                                                                            |